# 信楽高原鐵道信楽線
信楽線（しがらきせん）は、滋賀県甲賀市の貴生川駅から信楽駅までを結ぶ信楽高原鐵道の鉄道路線である。信楽高原鐵道の唯一の路線であり、滋賀県内の鉄道路線で唯一の非電化路線でもある。旧国鉄の特定地方交通線を転換した路線で、信楽焼の産地である信楽に通じている。

## 概要
信楽線のうち、全長の約半分を貴生川駅と紫香楽宮跡駅の間の勾配区間が占める。路線は、貴生川駅を出ると右にカーブして杣川橋梁で杣川をまたいだ後、旧北杣村の田園地帯を通過し、県道草津伊賀線や国道307号を架道橋で越えてから上り坂に差し掛かる。その後は山間部に入り、急カーブの連続と33 ‰の勾配で小野谷信号場跡の先まで走り、新名神高速道路と国道307号との立体交差地点を過ぎると平地を走る。規格は簡易線規格であるのでこの区間は最小曲線半径200 m、最大勾配33 ‰、施工基面幅4 m 20で建設されており、庚申山の峠は高低差が170 mあるもののコスト削減を図るためにトンネルによらず曲線で建設されている。雲井駅を過ぎると大戸川を2回交差して信楽駅に至る。
勅旨駅 - 玉桂寺前駅間にある第一大戸川橋梁は、1953年8月の集中豪雨によって鋼製の橋梁が流失し、翌1954年にプレストレスト・コンクリート橋として再建された。これは従来スパン10メートル程度に留まっていたものをスパン30メートル程度にまで拡大したもので、これがきっかけとなって長いスパンの道路・鉄道橋へのコンクリート橋の応用が始まった。2008年現在でも問題なく列車を通し続けており、コンクリート橋の適用のきっかけとなった橋との評価から、2008年6月20日に文部科学省文化審議会により登録有形文化財として登録するよう答申がなされ、同年7月8日に登録された。
一部列車で次の停車駅の案内や駅到着の車内放送の前後に停車駅沿線の観光施設等の案内や信楽高原鐵道の歴史を放送している。

## 路線データ
- 管轄（事業種別）：信楽高原鐵道（第二種鉄道事業者）、甲賀市（第三種鉄道事業者）
- 路線距離（営業キロ）：14.7 km[8]
- 軌間：1067 mm[8]
- 駅数：6駅（起終点駅含む）
- 複線区間：なし（全線単線）
- 電化区間：なし（全線非電化）
- 閉塞方式：スタフ閉塞式[8]（特殊自動閉塞式であった時期もあったが、1991年の列車衝突事故以降、スタフ閉塞に戻している）
- 最高速度：65 km/h[1]
- IC乗車カード対応区間：なし

## 運行形態
すべて各駅に停車する線内折り返しの普通列車で、ワンマン運転を行っている。平日・休日ともに1日15往復が運行されている。日中は毎時1本の運行で、全線所要時間は約24分である。
貴生川駅発の最終列車は2006年3月17日までは22時台であったが、翌18日のダイヤ改正で23時台に繰り下げられた。2012年3月17日のダイヤ改正で22時台に戻された。

### 国鉄時代
1962年（昭和37年）から第三セクター転換までは1日9往復であった。1980年（昭和55年）までは貴生川から草津線へ直通する列車もあったが、草津線電化に伴い直通は廃止された。
国鉄時代はそのほか、草津線柘植駅から（貴生川駅で信楽行きと、草津行きに分割）と、草津駅から（貴生川駅で信楽行きと柘植行きに分割）の直通運転も設定されていた。
滋賀県内の路線だったが、関西本線の支線だった関係上、草津線とともに全線が天王寺鉄道管理局の管内であった。

## 歴史
1922年（大正11年）5月に鉄道敷設法が公布されて間もない大正11年第46回帝国議会の協賛で草津線貴生川駅から関西本線加茂駅までの区間が建設線に編入された。1924年（大正13年）4月1日に日本国有鉄道岐阜工事局の所管となり、1929年（昭和4年）5月16日に着工、1933年（昭和8年）5月8日に貴生川 - 信楽間が開業した。開業直後の昭和8年第64回帝国議会で信楽 - 加茂間は建設線から予定線に変更され、それ以降は建設が進んでいない。1943年（昭和18年）から1947年（昭和22年）にかけては不要不急線としてレール・枕木の供出に迫られ、全線で休止していた。1947年（昭和22年）の営業再開にあたっては信楽町民が枕木の提供や工事への奉仕があったとされる。
1962年（昭和37年）から無煙化や列車の増発が行われてきたが、この頃から自動車の普及が進んでいく。1968年（昭和43年）に国鉄諮問委員会が策定した赤字83線に信楽線はその1つとして指定され、1981年（昭和56年）に特定地方交通線第1次廃止対象路線に指定された。これを受けて1983年（昭和58年）6月21日に第1回信楽線特定地方交通線対策協議会が開催されたが、廃止の基準となる昭和52年 - 54年平均の旅客輸送密度が1574人であるのに対し、1981年（昭和56年）には廃止対象の2000人を超えて2076人であることが判明したため対策協議会は中断された。一時的に廃止の危機から免れたものの、1986年（昭和61年）4月には旅客輸送密度4000人未満の第3次廃止対象路線の指定を受け、同年9月に開催された第5回対策協議会において第三セクターへ転換されることで了承された。

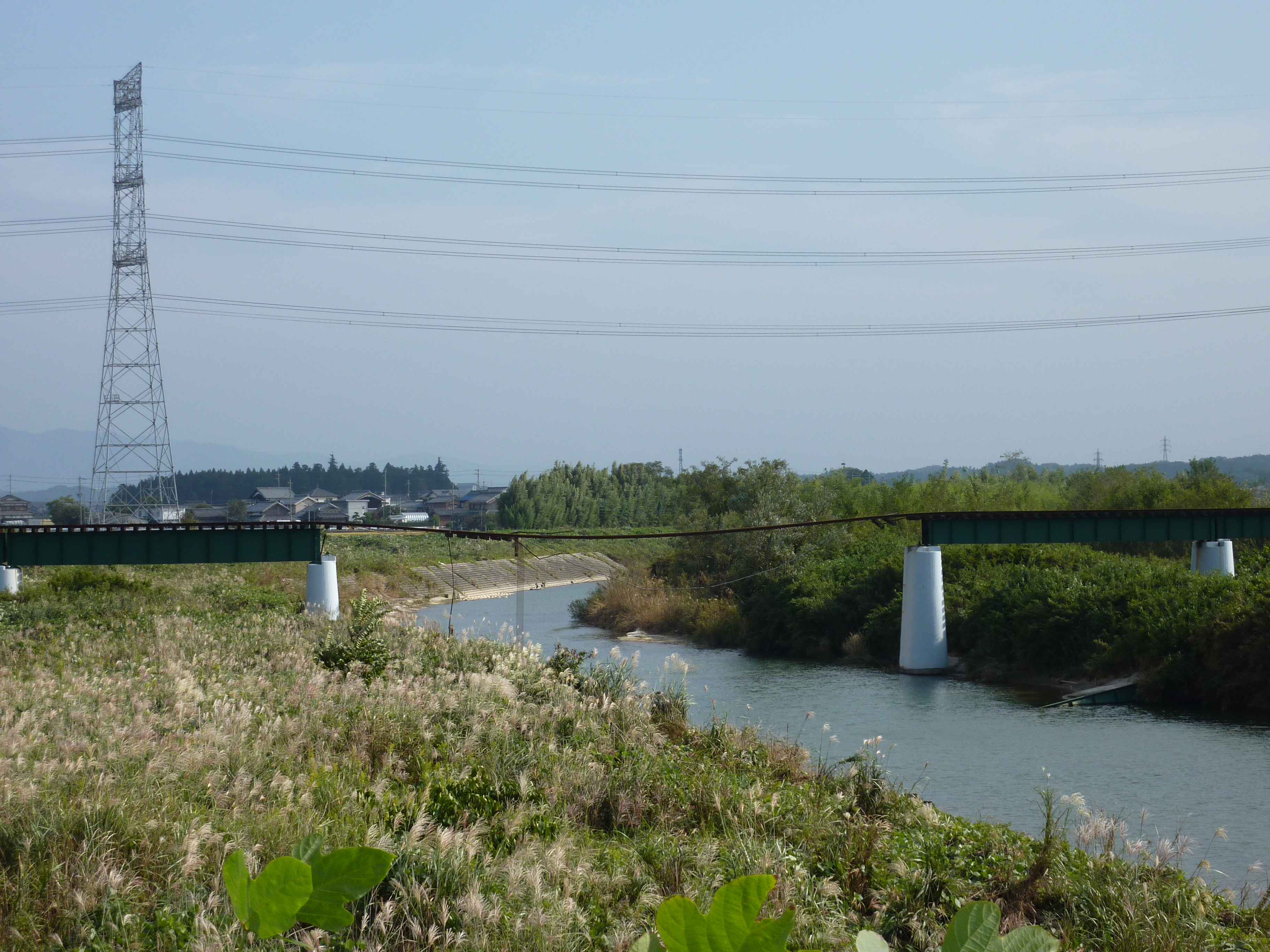
2013年9月16日の台風18号で流失した杣川橋梁

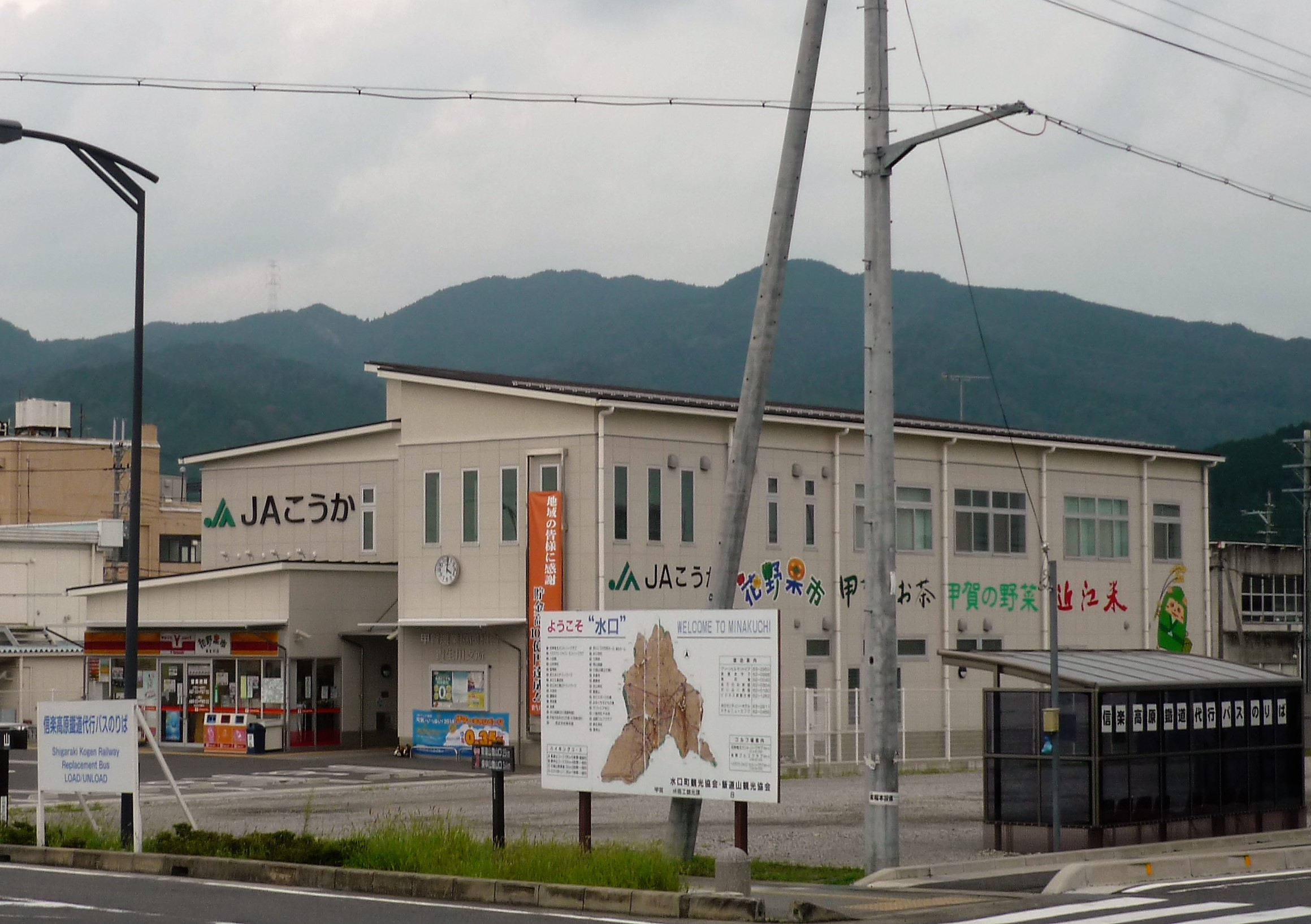
貴生川駅の信楽高原鐡道代行バス乗り場（2014年8月）

### 年表
- 1933年（昭和8年）5月8日 - 国鉄信楽線として貴生川駅 - 信楽駅間 (14.8 km) が開業。雲井駅・信楽駅開業[13]。
- 1943年（昭和18年）10月1日 - 不要不急線として休止[14]。省営自動車近城線（信楽-貴生川間）運輸営業開始[15]
- 1947年（昭和22年）7月25日 - 運行再開[16]。
- 1953年（昭和28年）8月 - 集中豪雨により橋梁流失、不通に。
- 1954年（昭和29年） - 第一大戸川橋梁がプレストレストコンクリート橋梁として再建、運行再開。
- 1962年（昭和37年）5月1日 - 旅客列車を気動車化[17]。
- 1963年（昭和38年）6月1日 - 勅旨駅開業[17]。
- 1981年（昭和56年）9月18日 - 信楽線貴生川駅 - 信楽駅間廃止承認（特定地方交通線第1次廃止対象）
- 1982年（昭和57年）
  - 10月10日 - 貨物営業廃止。
  - 7月11日 - ミステリー列車運行（企画：信楽線を守る会、目的地 - 大阪環状線新今宮駅）。
- 1986年（昭和61年）9月5日 - 第三セクター鉄道への転換を決定。
- 1987年（昭和62年）
  - 4月1日 - 国鉄分割民営化により西日本旅客鉄道（JR西日本）に承継。
  - 7月13日 - JR信楽線 (14.8 km) 廃止、信楽高原鐵道信楽線 (14.7 km) 開業[18]。紫香楽宮跡駅・玉桂寺前駅開業。9往復から下り15本、上り16本に増発。JR化後初めての第三セクターへの転換となった。
- 1991年（平成3年）
  - 3月16日 - 特殊自動閉塞化。貴生川駅 - 紫香楽宮跡駅間に小野谷信号場開設[17]。世界陶芸祭の開催を受け、ダイヤ改正で18往復に増発、日中はほぼ1時間間隔運行に。
  - 4月20日 - 貴生川駅 - 信楽駅間にノンストップの臨時快速6往復とJR西日本京都駅・大阪駅直通の臨時快速2往復を5月26日までの予定で運行開始。大阪直通1往復は休日のみ運行[19]。
  - 5月14日 - 貴生川駅 - 紫香楽宮跡駅間の小野谷信号場付近でJR西日本の臨時快速との衝突事故（信楽高原鐵道列車衝突事故）が発生。死者42名。全線運休に[20]。
  - 12月8日 - 運行再開[20]。小野谷信号場の使用を停止し、全線1閉塞としてスタフ閉塞化。14往復運行。
- 1994年（平成6年）9月4日 - 休日ダイヤ実施。
- 1998年（平成10年）3月16日 - 土曜・休日ダイヤ実施。
- 2006年（平成18年）3月18日 - ダイヤ改正で最終列車の時刻を繰り下げ。
- 2008年（平成20年）
  - 3月15日 - 土曜・休日も平日と同じダイヤに。運行本数を1往復増発し15往復にする。
  - 6月20日 - 第一大戸川橋梁を登録有形文化財として登録するよう答申が出される。
- 2013年（平成25年）
  - 4月1日 - 地域公共交通の活性化及び再生に関する法律に基づく鉄道事業再構築実施計画により上下分離方式に移行。信楽高原鐵道が信楽線の第二種鉄道事業者となり、線路や車両等の鉄道施設を譲渡された甲賀市が第三種鉄道事業者となる[21]。
  - 9月15日 - 台風18号のため全線運休。翌16日にはこの台風による水害で杣川に架かる杣川橋梁の一部が流失。17日よりバス代行輸送[22]（「信楽高原鐵道#近年の動向」も参照）。
- 2014年（平成26年）11月29日 - 列車運行再開[23]。
- 2018年度（平成30年度） - 小野谷信号場廃止届出[2]。

## 延伸計画
本路線は、改正鉄道敷設法別表第76号に掲げる「滋賀県貴生川ヨリ京都府加茂ニ至ル鉄道」の一部として計画されていたが、信楽 - 加茂間は建設されず、代わって2002年までJRバス近城線が信楽駅 - 加茂駅間に運行されていた。
なお、近江鉄道本線と当路線を改良した上で、信楽駅から片町線（学研都市線）までの新線を建設する「びわこ京阪奈線」（仮称）の構想が存在するが、具体化には至っていない。

## 駅一覧
- 全駅滋賀県甲賀市に所在。
- *印は転換以後に新設された駅。
- 線路（全線単線） … ∧：列車交換可能（配線上）、｜：列車交換不可

| 駅名          | 営業キロ | 営業キロ | 接続路線・備考                                | 線路 |
| 駅名          | 駅間     | 累計     | 接続路線・備考                                | 線路 |
| ------------- | -------- | -------- | --------------------------------------------- | ---- |
| 貴生川駅      | -        | 0.0      | 西日本旅客鉄道： 草津線 近江鉄道：本線 (OR37) | ｜   |
| 紫香楽宮跡駅* | 9.6      | 9.6      |                                               | ｜   |
| 雲井駅        | 0.6      | 10.2     |                                               | ｜   |
| 勅旨駅        | 2.2      | 12.4     |                                               | ｜   |
| 玉桂寺前駅*   | 1.0      | 13.4     |                                               | ｜   |
| 信楽駅        | 1.3      | 14.7     |                                               | ∧    |

1. ↑  国鉄時代は10.3 kmで、以降0.1 kmずつ繰り上がっていた。

### 廃止信号場
( ) 内は貴生川駅からのキロ程。
- 小野谷信号場：貴生川駅 - 紫香楽宮跡駅間 (6.5 km) - 2018年度廃止届出[2]。